# Nuncia sublaevis
Nuncia sublaevis är en spindeldjursart som beskrevs av Forster 1954. Nuncia sublaevis ingår i släktet Nuncia och familjen Triaenonychidae. Inga underarter finns listade i Catalogue of Life.